# Bẹ hồng
Bẹ hồng (Danh pháp khoa học: Aliger gigas) là một loài ốc biển trong họ Strombidae. Chúng được ưa chuộng sưu tập vì có vỏ ốc đẹp với một số cá thể có màu hồng bóng nhạt.

## Đặc điểm
Bẹ hồng màu sắc lộng lẫy rất hiếm. Chúng sống riêng rẽ từng cá thể. Chúng có kích thước lớn nhất trong họ Mặt trăng, dài 180mm, vỏ dày và nặng. Mặt ngoài vỏ ốc màu xanh, có những sọc trắng chạy theo đường gân xoắn ốc, sọc trắng bị ngắt đoạn bởi những vân màu nâu đen. Miệng ốc có 3 u lồi ở 3 góc của tam giác đều, mặt trong có xà cừ ánh màu xanh. 

## Tập tính
Chúng thường sống riêng rẽ từng cá thể, nơi có rong bám. Hiện là loài ốc hiếm, nằm trong Sách Đỏ Việt Nam, có nguy cơ bị tuyệt chủng vì ngư dân khai thác và bắn mìn phá hủy các rặng san hô. Trên thế giới, ốc xà cừ có mặt phía đông Ấn Độ, Úc còn ở Việt Nam, ốc bẹ hồng tập trung ở vịnh Vân Phong (Vũng Rô, Hòn Tre, Khánh Hòa).